# Campionati del mondo a squadre di marcia
I Campionati del mondo a squadre di marcia (nome ufficiale in inglese World Athletics Race Walking Team Championships) sono una competizione internazionale di atletica leggera organizzata dalla World Athletics.
La manifestazione ha cadenza biennale e prevede gare di marcia sulle distanze dei 20 e 50 km, sia maschili che femminili. La prima edizione risale al 1961, mentre la prima partecipazione femminile risale all'edizione di Eschborn del 1979; dal 2004 sono state introdotte anche gare per atleti under 20.
Fino all'edizione del 2014 la competizione era nota come Coppa del mondo di marcia (nome ufficiale in inglese IAAF World Race Walking Cup), mentre in precedenza era conosciuta anche come Lugano Cup dopo che la cittadina svizzera aveva ospitato la prima edizione.

## Edizioni
| Edizione | Anno | Città             | Nazione        | Data              |
| -------- | ---- | ----------------- | -------------- | ----------------- |
| 1        | 1961 | Lugano            | Svizzera       | 14 - 16 luglio    |
| 2        | 1963 | Varese            | Italia         | 12 - 13 ottobre   |
| 3        | 1965 | Pescara           | Italia         | 9 - 10 ottobre    |
| 4        | 1967 | Bad Saarow        | Germania Est   | 15 ottobre        |
| 5        | 1970 | Eschborn          | Germania Ovest | 10 ottobre        |
| 6        | 1973 | Lugano            | Svizzera       | 12 - 13 ottobre   |
| 7        | 1975 | Le Grand-Quevilly | Francia        | 11 - 12 ottobre   |
| 8        | 1977 | Milton Keynes     | Regno Unito    | 24 - 25 settembre |
| 9        | 1979 | Eschborn          | Germania Ovest | 29 - 30 settembre |
| 10       | 1981 | Valencia          | Spagna         | 3 - 4 ottobre     |
| 11       | 1983 | Bergen            | Norvegia       | 24 - 25 settembre |
| 12       | 1985 | Saint John's      | Isola di Man   | 28 - 29 settembre |
| 13       | 1987 | New York          | Stati Uniti    | 3 maggio          |
| 14       | 1989 | L'Hospitalet      | Spagna         | 27 maggio         |
| 15       | 1991 | San Jose          | Stati Uniti    | 1º - 2 giugno     |
| 16       | 1993 | Monterrey         | Messico        | 24 - 25 aprile    |
| 17       | 1995 | Pechino           | Cina           | 29 - 30 aprile    |
| 18       | 1997 | Poděbrady         | Rep. Ceca      | 19 - 20 aprile    |
| 19       | 1999 | Mézidon-Canon     | Francia        | 1º - 2 maggio     |
| 20       | 2002 | Torino            | Italia         | 12 - 13 ottobre   |
| 21       | 2004 | Naumburg          | Germania       | 1º - 2 maggio     |
| 22       | 2006 | La Coruña         | Spagna         | 13 - 14 maggio    |
| 23       | 2008 | Čeboksary         | Russia         | 10 - 11 maggio    |
| 24       | 2010 | Chihuahua         | Messico        | 15 - 16 maggio    |
| 25       | 2012 | Saransk           | Russia         | 12 - 13 maggio    |
| 26       | 2014 | Taicang           | Cina           | 3 - 4 maggio      |
| 27       | 2016 | Roma              | Italia         | 7 - 8 maggio      |
| 28       | 2018 | Taicang           | Cina           | 5 - 6 maggio      |
| 29       | 2022 | Mascate           | Oman           | 4 - 5 marzo       |
| 30       | 2024 | Adalia            | Turchia        | 20 - 21 aprile    |